# Instituto de Estudios Avanzados (Princeton)
El Instituto de Estudios Avanzados (en inglés Institute for Advanced Study) es una institución privada estadounidense de Princeton, Nueva Jersey, diseñada para acoger, financiar o patrocinar investigaciones avanzadas básicas llevadas a cabo por científicos de varios campos. Aunque está cerca de la Universidad de Princeton, no forma parte de ella. Alcanzó especial relevancia por ser el lugar de trabajo de Albert Einstein y de John von Neumann tras su emigración de Europa a los Estados Unidos. Hay otros institutos de estudios avanzados en los Estados Unidos y en otras partes del mundo, basados en el mismo modelo.

## Organización
El Instituto está formado por varias escuelas: Escuela de Estudios Históricos, Escuela de Matemática, Escuela de Ciencias Naturales, Escuela de Sociología, y Escuela de Biología Teórica, de nueva creación. Hay un reducido número de profesores en cada escuela, suplementados con miembros visitantes que son seleccionados cada año para disfrutar de una beca. Más que por la peculiar combinación de campos objeto de estudio, el Instituto se caracteriza por las interesantes personalidades que han pasado por él durante años.
No hay programas educativos tradicionales, o instalaciones experimentales, y la investigación se financia mediante donaciones y ayudas, pues no cobra matrícula a sus asistentes. La investigación nunca se hace por contrato o dirección externos; se deja a cada investigador elegir sus metas.
No forma parte de ninguna institución educativa. Sin embargo, la proximidad de la Universidad de Princeton (los departamentos de ciencias están a menos de 5km del Instituto) implica que existan lazos informales, y numerosas colaboraciones entre investigadores de ambos centros. De hecho, durante sus primeros 6 años de vida, mientras su edificio principal era construido, el Instituto estuvo situado dentro del Departamento de Matemática de la Universidad. Desde entonces se ha extendido la falsa creencia de que forma parte de Princeton.

## Historia
El Instituto fue fundado en 1930 por Louis Bamberger y Caroline Bamberger Fuld con las ganancias de su establecimiento comercial en Newark, Nueva Jersey. La historia del instituto estuvo cerca de frustrarse antes de comenzar: los hermanos Bamberger retiraron su dinero del mercado de valores justo antes de la Gran Depresión de 1929, y su intención inicial fue mostrar su gratitud para con el estado de Nueva Jersey mediante la creación de una escuela dental. Sin embargo, su amigo Abraham Flexner, prominente pedagogo, los convenció para que dedicaran su dinero al servicio de la investigación más abstracta.
El instituto se fundó, explícitamente, para acoger emigrantes judíos (incluyendo a Einstein) a quienes la Universidad de Princeton rechazaba debido a su antisemitismo institucionalizado.
Frank Aydelotte fue director del Instituto durante 1939-47, seguido por J. Robert Oppenheimer, que se mantuvo en el cargo en el período 1947-66.

## Profesorado
El Instituto ha acogido a algunas de las mentes más reconocidas en el mundo, como Albert Einstein, Felix Villars, Kurt Gödel, T. D. Lee, C. N. Yang, J. Robert Oppenheimer, John von Neumann, Freeman J. Dyson, André Weil, Hermann Weyl, Frank Wilczek, Edward Witten y George F. Kennan por nombrar a algunos de los más famosos.
No todas las opiniones le han sido favorables:

El Instituto de Estudios Avanzados de Princeton, en mi opinión, ha arruinado más buenos científicos que los que cualquier institución haya creado.
Richard Hamming

## SIAS: Otros institutos de estudios avanzados
Hay numerosos centros académicos de distinto tipo que llevan en su nombre la expresión "estudio avanzado" o "estudios avanzados" en distintas lenguas; pero el Instituto de Princeton se identifica con un selecto grupo denominado Some Institutes for Advanced Study (SIAS, "algunos institutos para el estudio avanzado", en lengua inglesa).
Otras instituciones más antiguas, como el All Souls College (Oxford) y el Collège de France (París), son habitualmente citados como inspiración del modelo del Instituto de Princeton; pero no pertenecen al consorcio SIAS. Los miembros de este consorcio son los que se han fundado posteriormente y que explícitamente siguen el modelo de Princeton (aun con ciertas variantes, por ejemplo, no todos mantienen una facultad permanente) especialmente por el énfasis en garantizar estancias de un año (one-year fellowships).
En los Estados Unidos, el miembro más antiguo del SIAS es el Center for Advanced Study o Center for Advanced Study in the Behavorial Sciences ("centro para el estudio avanzado en ciencias de la conducta") creado en el entorno de la Stanford University, aunque independiente de esta. Fue fundado por la Ford Foundation tras la Segunda Guerra Mundial (1945). Otros fueron fundados más tarde, a partir de los años 1970: el National Humanities Center ("centro nacional de humanidades") del Research Triangle ("triángulo de investigación") de Carolina del Norte; el Radcliffe Institute for Advanced Study de Harvard; y en Nueva York el Social Science Research Council ("consejo de investigación en ciencia social") y la Russell Sage Foundation.
Miembros europeos del SIAS, también creados a partir de los años 1970, son, en Hungría el Collegium Budapest, en Países Bajos el Netherlands Institute for Advanced Study de Wassenaar, en Suecia el Swedish Collegium for Advanced Study in the Social Sciences, de Upsala y en Alemania el Wissenschaftskolleg zu Berlin.